# Enicospilus recavus
Enicospilus recavus là một loài tò vò trong họ Ichneumonidae.